# ذبابة الأزهار
ذبابة الأزهار (الاسم العلمي: Anthomyia) هي جنس من الحشرات تتبع فصيلة ذباب الأزهار من رتبة ذوات الجناحين.

## أنواع ذبابة الأزهار
- ذبابة الأزهار المطرية
- ذبابة الأزهار الوجهية
- ذبابة الأزهار داكنة الريش
- ذبابة الأزهار سوداء الرأس
- ذبابة الأزهار المحاكية
- ذبابة الأزهار مغرية الأرجل